# Aborichthys cataracta
Aborichthys cataracta is een straalvinnige vissensoort uit de familie van de bermpjes (Nemacheilidae). De wetenschappelijke naam van de soort is voor het eerst geldig gepubliceerd in 2014 door Arunachalam, Raja, Malaiammal en Mayden.